# Escrever sobre música é como dançar sobre arquitetura

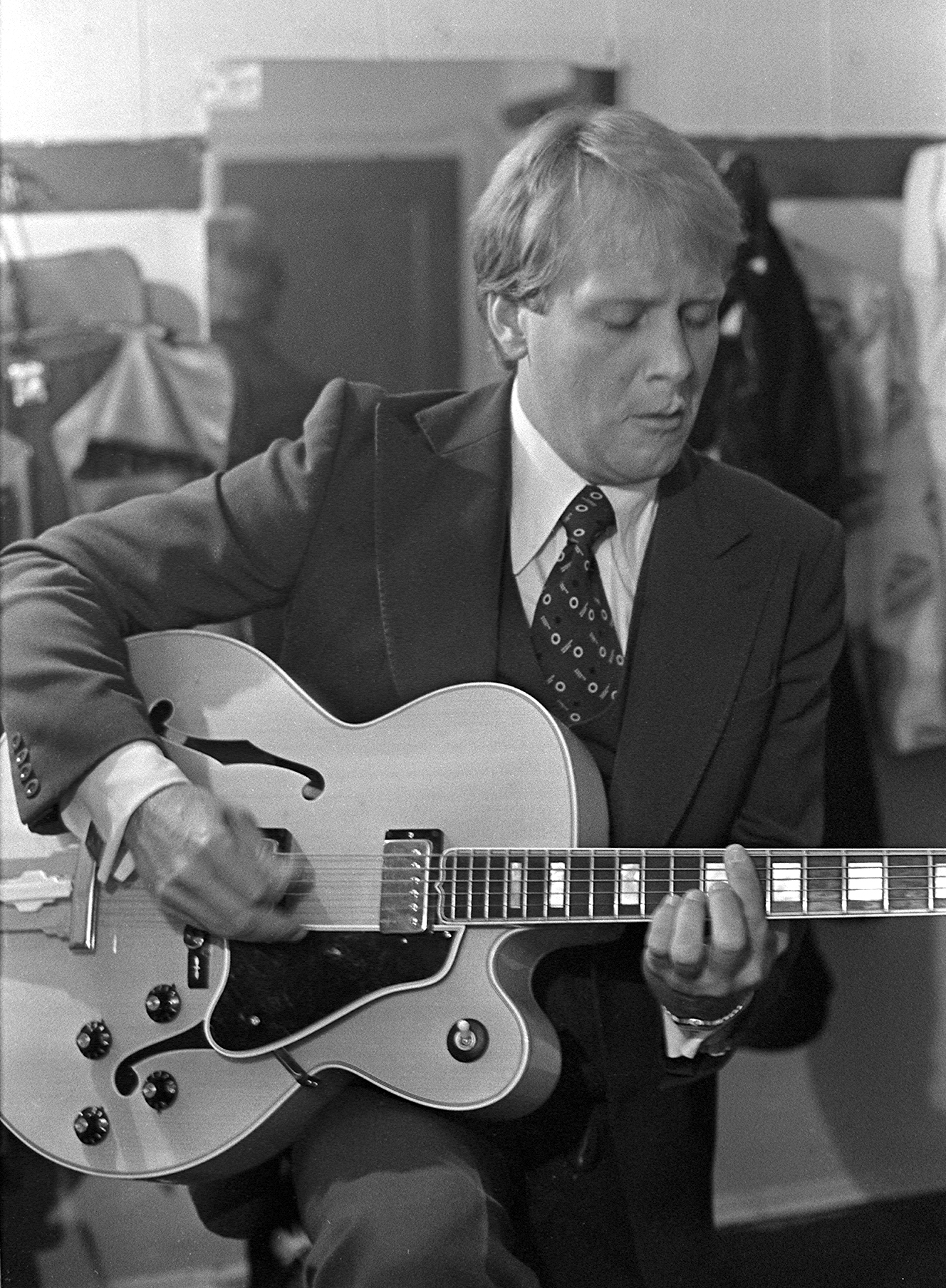
Atribui-se ao comediante musical Martin Mull (retratado em 1976) a frase, embora uma variação anterior tenha sido documentada no início do século XX

“Escrever sobre música é como dançar sobre arquitetura” é uma máxima usada para expressar a futilidade de traduzir música através de palavras. Pode ser empregado como um argumento para rejeitar completamente o criticismo musical.
A origem da citação é desconhecida. É mais comumente atribuída de forma errônea aos músicos Laurie Anderson e Elvis Costello. Outros, incluindo o próprio Costello, atribuem a observação ao comediante Martin Mull, embora uma variação (“falar sobre música é como cantar sobre economia”) tenha aparecido impressa desde 1918.

## Origens
As origens da citação nunca foram verificadas. Atribuiu-se a músicos, artistas e escritores como William S. Burroughs, Miles Davis, Thelonious Monk, Charles Mingus, Frank Zappa, George Carlin, Martin Mull, Lester Bangs, David Byrne, Steve Martin, Elvis Costello e Laurie . Anderson.
Um dos primeiros usos conhecidos da frase "dançar sobre arquitetura" aparece em um artigo da revista Detroit Free Press de 1979, em que é atribuída a Martin Mull, embora este exemplo seja anterior a outras fontes impressas que contêm expressões semelhantes, como "cantar sobre economia". Um artigo da New Republic de 1918 comenta,

Enquadrar toda música boa que existe por aí apenas diminui seu imediatismo. As músicas são letras, não discursos, e são melodias, não pinturas. Escrever sobre música é como dançar sobre arquitetura — é uma coisa realmente estúpida de se fazer.Original (em inglês): Framing all the great music out there only drags down its immediacy. The songs are lyrics, not speeches, and they're tunes, not paintings. Writing about music is like dancing about architecture—it's a really stupid thing to want to do. (em inglês)
A máxima reapareceu em um artigo de 1921 escrito pelo acadêmico Winthrop Parkhurst, que escreveu:

Estritamente considerado, escrever sobre música é ilógico como cantar sobre economia. Todas as outras artes podem ser discutidas em termos de cotidiano e experiência. Um poema, uma estátua, uma pintura ou uma peça teatral é a representação de alguém ou algo, e pode ser mensuravelmente descrita (colocando os valores estéticos de lado) descrevendo o que aquilo representa.Original (em inglês): Strictly considered, writing about music is as illogical as singing about economics. All the other arts can be talked about in the terms of ordinary life and experience. A poem, a statue, a painting or a play is a representation of somebody or something, and can be measurably described (the purely aesthetic values aside) by describing what it represents. (em inglês)
Em uma entrevista de 1983, Elvis Costello respondeu a uma pergunta sobre a sua opinião na imprensa musical afirmando, em parte,

Tal como o crítico musical que lamentou impotentemente que "falar sobre música é como cantar sobre economia", aqueles músicos com habilidade de expressão literária podem ficar afugentados de uma tarefa que tem a reputação de ser árdua como transformar "Das Kapital" em uma música.Original (em inglês): Like the musical critic who lamented impotently that "talking about music is like singing about economics," those musicians with a knack for literary expression may quite possibly be frightened off from a task which is reputed to be as arduous as turning "Das Kapital" into a song. (em inglês)
Costello posteriormente tornou-se amplamente identificado pela expressão. Em uma entrevista posterior, ele negou ter originado a frase, acrescentando com incerteza que pode ter obtido a frase de Mull. Laurie Anderson acreditava que o ditado "dançar sobre arquitetura" derivava de Steve Martin.

## Crítica
O crítico musical Robert Christgau respondeu à máxima:

Uma das coisas mais tolas sobre os tolos que comparam escrever sobre música com dançar sobre arquitetura é que dançar geralmente é sobre arquitetura. Quando corpos se movem em relação a um espaço designado, seja em um palco, em um salão de dança, em uma sala de estar, em um ginásio, em uma ágora ou na Praça do Congo, eles ocupam aquele espaço querendo ou não.Original (em inglês): One of the many foolish things about the fools who compare writing about music to dancing about architecture is that dancing usually is about architecture. When bodies move in relation to a designed space, be it stage or ballroom or living room or gymnasium or agora or Congo Square, they comment on that space whether they mean to or not. (em inglês)